# Rastislav
Rastislav, empereur de Grande-Moravie (?-870) est le second dirigeant de cet empire, et, à la suite de sa canonisation, est un saint de l'Église orthodoxe fêté le 28 octobre.

## Contexte d'arrivée au pouvoir
Rastislav naît, probablement dans la décennie 820, dans une famille princière, dans un territoire encore peu christianisé, où la population parle la langue slavonne et suit les rites et croyances de la religion slave. Il serait le neveu du prince Mojmir qui unit, dans les années 830, la principauté de Nitra et celle de Morava pour créer la Grande-Moravie. Cette union se passe dans un contexte de tension avec les Francs, dont l'influence se ressent militairement et culturellement. En 828, l'archevêque de Salzbourg, Adalram représentant du clergé de la Francie orientale, consacre par exemple une église à Nitra.

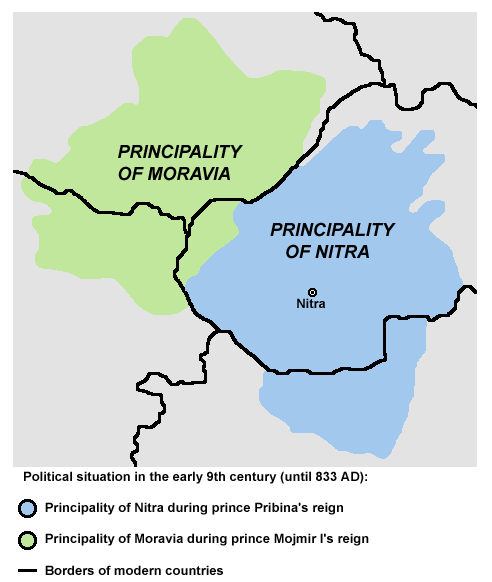
Les principautés de Morava et de Nitra, qui constituent, ensemble, l'essentiel de la Grande-Moravie créée par Mojmir

La création de la Grande-Moravie se situe donc dans un contexte de résistance à l'influence franque, par l'union des différentes principautés slaves qui sont apparues depuis le début des années 800. L'émergence d'un pouvoir politique slave uni, avec des velléités d'indépendance vis-à-vis des Francs, engendre une réaction forte de la part du roi de Francie orientale, Louis le Germanique : il envahit la Grande-Moravie en août 846 et dépose Mojmir, vaincu. Pour diriger la Grande-Moravie, les Francs installent Rastislav, dans une logique de clientélisme. On trouve une trace de cette campagne dans les annales de Fulda :
[Louis le Germanique] s'en alla au milieu du mois d'août avec son armée, pour combattre les Slaves Moraviens qui prévoyaient de faire défection. Là, il a arrangé et réglé les affaires comme il l'entendait, et a installé Rastisav, un neveu de Mojmir, en tant que leur dux
Les Annales de Fulda, an 846

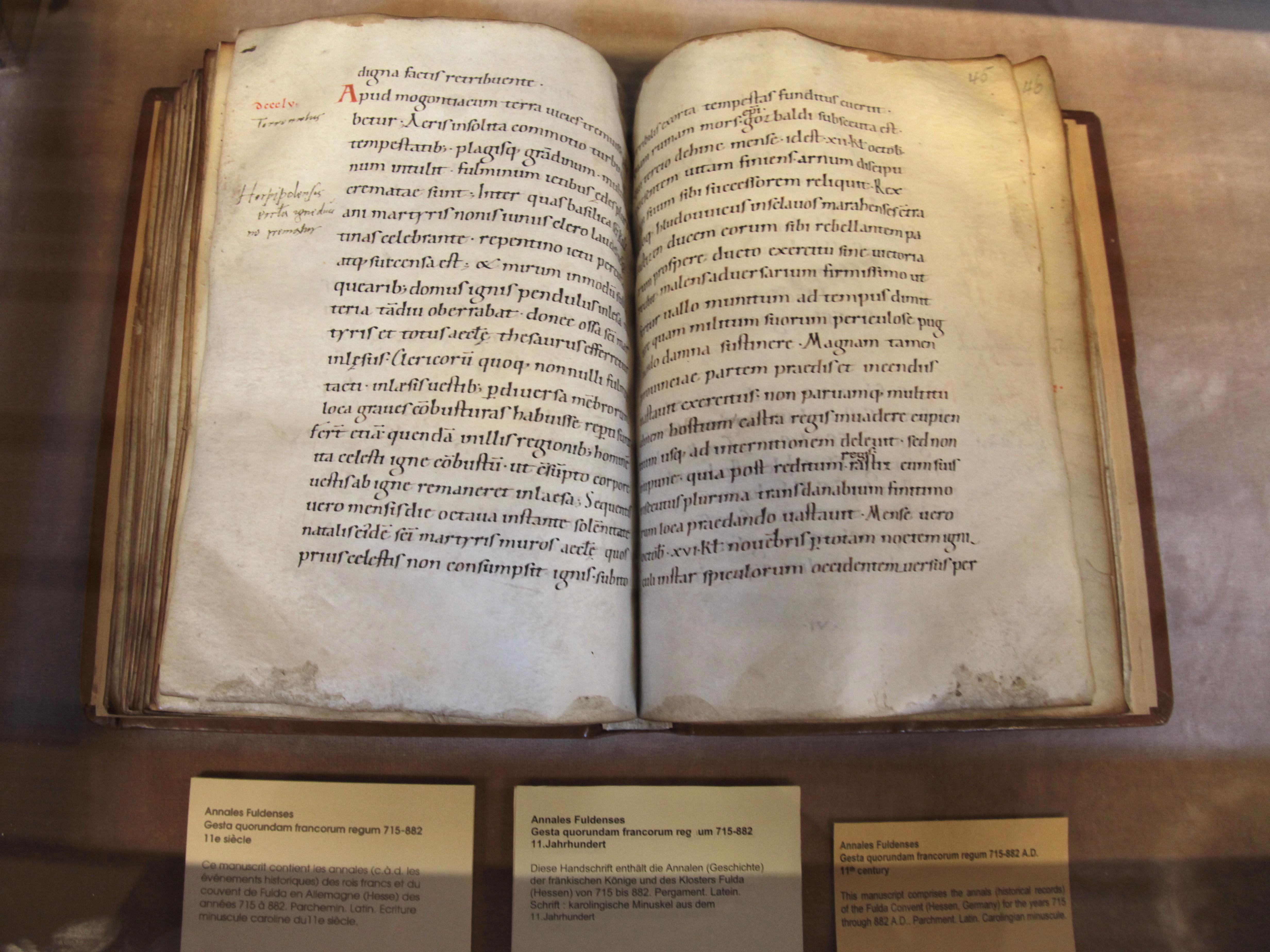
Un exemplaire des Annales de Fulda, conservé à la bibliothèque humaniste de Sélestat

On peut supposer que le choix de Rastislav par Louis le Germanique est poussé par le fait que celui-ci ait été otage à la cour du souverain franc. Dans le Haut Moyen-Âge, il est en effet coutume d'envoyer des enfants de la famille dirigeante d'un État vassal dans la cour de son suzerain. Et si Mojmir manifeste, au cours de son règne, une certaine volonté d'indépendance, la principauté de Morava rendait un tribut au pouvoir franc depuis 822, et il paraît donc tout à fait possible que le neveu de Mojmir ait été élevé à Francfort, à la cour de Louis.

## Règne de Rastislav
Rastislav est donc installé par le pouvoir franc, mais son règne va marquer une véritable continuation de la résistance à Louis le Germanique entamée par son oncle. Pour cela, il s'appuie à la fois sur les dissensions du royaume de Francie orientale, l'action militaire mais aussi sur le processus de christianisation. Les historiens du XIXe siècle racontent qu'il se convertit au christianisme dès son ascension sur le trône,, mais ne travaille que peu à la christianisation de la Grande-Moravie dans les premiers temps de son règne. Sa conversion est logique au regard d'un pouvoir installé par les Francs, donc chrétien.
Dès 861, Rastislav s'adresse au pape Nicolas Ier afin d'obtenir l'envoi de missionnaires qui maîtrisent la langue slave, afin d'accélérer la christianisation du territoire sans que celle-ci soit le fait de missionnaires issus de la Germanie proche, ce qui renforcerait l'influence franque, mais sa lettre reste sans réponse.
Alors que l'absence de conflits dans les premières années laisse supposer que Rastislav remplit le rôle que le pouvoir franc lui a assigné, on trouve assez rapidement des signes d'activité du nouveau souverain. Le prince de Francie orientale, Carloman, chargé de la surveillance de la frontière avec la Grande-Moravie, s'associe à Rastislav en 862, et entre en rébellion contre son père Louis le Germanique. La révolte échoue quand Carloman est vaincu par les armées de son père.

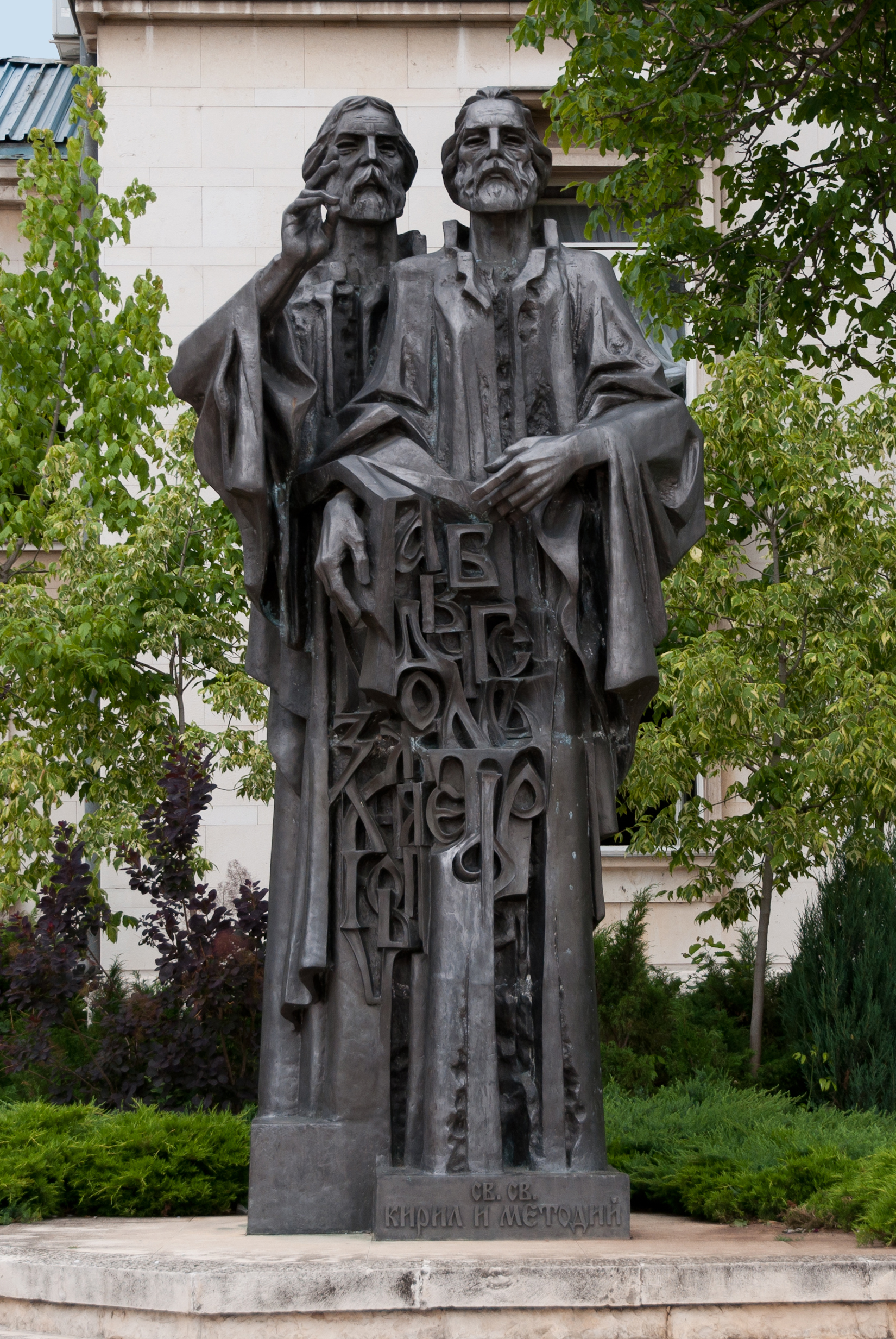
Statue des missionnaires Constantin et Méthode en Bulgarie

Après cet échec, Rastislav continue ses efforts de christianisation de la Grande-Moravie, et s'adresse, en 863, à une autre haute autorité temporelle et spirituelle de l'époque : l'empereur byzantin, Michel III. Cette fois-ci, il demande non seulement des missionnaires, mais l'envoi d'un évêque qui puisse s'installer sur le territoire. L'instauration d'un diocèse slave conforterait l'autonomie du territoire, qu'on pouvait considérer, à cette époque, sous l'autorité de l'archidiocèse franc de Salzbourg. En réponse à cette missive, Michel III envoie deux missionnaires grecs, Constantin (qui prendra plus tard le nom de Cyrille) et Méthode. Les deux frères, pour répandre la doctrine chrétienne, vont créer l'alphabet glagolitique, pour transcrire la langue slave, qui est jusque-là orale. A l'aide de cette invention, ils traduisent la liturgie et les Saintes Écritures en slavon, ce qui permet de s'adresser directement à la population, sans passer par le latin, qui est la langue liturgique utilisée par le clergé franc. Leur mission d'évangélisation est considérée comme un succès, et, en 869, le pape Adrien II élève Méthode au rang d'archevêque de Sirmium, avec autorité, notamment, sur le territoire de Rastislav. Cela consolide la position d'une autorité religieuse slave qui se fait sans la domination franque.

## Fin du règne
Cependant, la libération progressive de l'influence franque dérange Louis le Germanique, qui va s'employer à rétablir une domination sur la Grande-Moravie. En 865, le souverain se réconcilie avec son fils Carloman, à la suite de la révolte de ce dernier. Alors que Rastislav avait profité des disputes dans la famille royale pour étendre son territoire, il doit maintenant faire face à un ennemi uni, qui cherche à restaurer son autorité à la frontière est de son territoire.

En 868, le souverain franc charge Carloman d'entreprendre des expéditions contre Rastislav, soldées par deux défaites des Moraves et des pillages effectués par l'armée franque. On en trouve une trace dans les Annales de Fulda :
"Les [Slaves] que l'on appelle [bohèmes] infestaient par leurs fréquentes incursions les frontières des [Bavarois], brûlant les villages & enlevant les femmes [...]. [Carloman] attaqua deux fois [Rastislav], et fut toujours vainqueur & il fit là beaucoup de butin ainsi qu'il en convient lui-même dans ses lettres à son père. "

Annales de Fulda, an 870
Alors qu'une troisième expédition est prévue en Grande-Moravie, Louis tombe malade, et les campagnes suivantes sont menées par Carloman et son frère Charles (dit "le Gros"). Face à ces menaces, il semble que Rastislav réorganise les domaines de Grande-Moravie, et attribue un fief proche de la frontière à son neveu Svatopluk.

Mais cette réorganisation se retourne contre le souverain : alors que les Francs envahissent une troisième fois, Svatopluk entre en négociations avec Carloman, et reconnaît le prince franc comme son suzerain. Selon les Annales de Fulda, en apprenant cela, Rastislav prévoit de faire assassiner son neveu durant un banquet, mais celui-ci aurait été prévenu, et aurait prétendu être parti à la chasse. Rastislav part donc à la poursuite son neveu, mais tombe dans une embuscade tendue par celui-ci. Svatopluk livre donc son oncle à Carloman, qui l'emprisonne pour le remettre à Louis le Germanique au retour de son expédition :
"[Svatopluk] se rendit maître de sa personne, le fit lier & le présenta à [Carloman]. Celui-ci l'envoya en Bavière & en attendant qu'il pût être conduit devant le Roi, il fut renfermé dans une prison. Alors [Carloman] entra dans son royaume sans résistance, s'empara des villes & des châteaux & après y avoir mis ses tiens, il retourna chez lui avec de riches trésors."

Annales de Fulda, an 870
Carloman livre enfin le souverain de la Grande-Moravie à son père Louis le Germanique. Ce dernier organisa son jugement le jour où ses vassaux bavarois, slaves et francs venaient lui porter tribut dans la ville de Ratisbonne, en Bavière. En présence de ceux-ci, Rastislav est condamné à mort, mais le roi franc commue cette peine. Il est donc condamné à l'emprisonnement et l'aveuglement. De ce fait, le souverain franc met fin au règne de Rastislav, et met en scène le retour de la main franque sur la Grande-Moravie.
Si les sources ne donnent pas plus de détails concernant sa fin, il est probable que Rastislav meure peu de temps après l'exécution de son aveuglement, possiblement dans un monastère bavarois (l'emprisonnement dans les monastères ou abbayes de souverains déchus et déposés est une pratique courante durant le Haut Moyen-Âge).

## Postérité
Rastislav est à l'origine de la mission d'évangélisation de Cyrille et Méthode, et, en tant que membre de la dynastie des Mojmirides, fait partie d'un ensemble de figures qui ont été remises en actualité au cours du XIXe siècle dans le mouvement panslave. On trouve par exemple un tableau d'Anselm Wisiak, daté de 1863, qui représente Rastislav aux côtés des deux évangélistes.

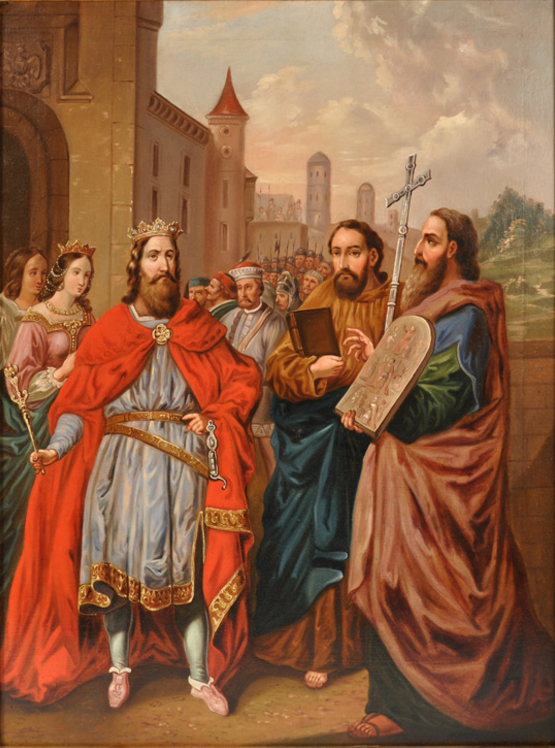
Le roi Rastislav recevant les Saintes Écritures traduites par Cyrille et Méthode

Il fait donc partie du discours nationaliste slave, permettant de justifier l'existence d'une nation slave depuis le Haut Moyen-Âge, résistant à l'oppression des voisins francs. Il convient de prendre de la distance par rapport à ce discours : il est par exemple très complexe de borner précisément le territoire sur lequel a régné Rastislav, ou la forme qu'a prise son règne. L'appellation "royaume", "empire" ou "duché", concernant la Grande-Moravie, se retrouvent dans les différentes sources.

### Sa canonisation
Depuis 1994, Rastislav fait également partie des saints de l'Église orthodoxe de Tchéquie et de Slovaquie, à la suite de sa canonisation. Il est fêté le 28 octobre

## Liens
- Notices dans des dictionnaires ou encyclopédies généralistes :   - Biographisches Lexikon zur Geschichte Südosteuropas
  - Deutsche Biographie
  - Enciclopedia De Agostini
  - Hrvatska Enciklopedija
  - Internetowa encyklopedia PWN
- Notices d'autorité :   - VIAF
  - GND
  - Tchéquie